# Ołeksandr Hranowski
Ołeksandr Anatolijowycz Hranowski, ukr. Олександр Анатолійович Грановський (ur. 11 marca 1976 w Odessie, Ukraińska SRR) – ukraiński piłkarz, grający na pozycji obrońcy, reprezentant Ukrainy, trener piłkarski.

## Kariera piłkarska

### Kariera klubowa
Wychowanek klubu Czornomoreć Odessa. Pierwszy trener – O. Rozejnsztrauch. W 1992 rozpoczął karierę piłkarską w drugiej drużynie Czornomorca. Występował również w takich klubach jak Naftochimik Krzemieńczuk, Nywa Winnica, Tiligul Tyraspol, Krywbas Krzywy Róg, Karpaty Lwów, Spartak Moskwa, Rubin Kazań, Metalist Charków, Arsenał Charków, Slavia Praga i Dnipro Czerkasy. W 2007 po raz trzeci powrócił do Krywbasa Krzywy Róg. W styczniu 2010 po wygaśnięciu kontraktu postanowił zakończyć karierę piłkarską.

### Kariera reprezentacyjna
26 lutego 2001 zadebiutował w reprezentacji Ukrainy w spotkaniu towarzyskim z Rumunią przegranym 0:1.

## Kariera trenerska
Po zakończeniu kariery piłkarza rozpoczął pracę szkoleniową. Od 2012 do 2013 prowadził młodzieżową drużynę Krywbasu Krzywy Róg U-21. W 2014 pomagał szkolić MFK Mikołajów. W 2015 został zaproszony do sztabu szkoleniowego Czornomoreć Odessa. Od 22 sierpnia 2017 do 30 sierpnia 2017 pełnił funkcje głównego trenera odeskiego klubu. 5 stycznia 2018 dołączył do sztabu szkoleniowego BATE Borysów. 8 czerwca 2018 opuścił białoruski klub razem z głównym trenerem Alehiem Dułubem. W maju 2019 trener Dułub zaprosił go do sztabu szkoleniowego FK Atyrau.

## Sukcesy i odznaczenia
- brązowy medalista Mistrzostw Mołdawii: 1997
- brązowy medalista Mistrzostw Ukrainy: 1999, 2000
- zdobywca Pucharu Ukrainy: 2000
- mistrz Rosji: 2001